# Parco nazionale Makgadikgadi Pans
Il parco nazionale Makgadikgadi Pans è un parco nazionale del Botswana, istituito nel 1992.
Il parco ricade all'interno dell'Area di conservazione transfrontaliera Okavango-Zambesi.

## Territorio
Il parco, che ha una estensione di 4902 km², tutela la parte occidentale di Ntwetwe Pan, la salina più grande del complesso di Makgadikgadi Pan. Confina a nord con il Parco nazionale Nxai Pan, da cui lo separa la Autostrada A3, che collega Francistown a Maun.